# Elham Malekpoor Arashlu
 (février 2019).
Elham Malekpoor Arashlu (juillet 1983) est une poétesse, écrivaine et chercheuse iranienne. Elle est malvoyante.

## Biographie
Née en Iran, Elham Malekpoor Arashlu a étudié à l'université Kerman et est diplômée en Littérature persane. Elle milite pour les droits des personnes LGBT.
Elle a dû quitter l'Iran pour les aux Pays-Bas en septembre 2012 à cause des menaces exercée contre elle. Elle est membre du PEN club depuis 2016.